# Xã Brookfield, Quận Noble, Ohio
Xã Brookfield (tiếng Anh: Brookfield Township) là một xã thuộc quận Noble, tiểu bang Ohio, Hoa Kỳ. Năm 2010, dân số của xã này là 99 người.